# Hendrik Pulinx
Hendrik Ambrosius Pulinx (Brugge, 1 april 1698 - 17 februari 1781) was een Belgisch architect, beeldhouwer, keramist en controleur van openbare werken in Brugge.

## Familie en gezin
Pulinx was de zoon van meester-schrijnwerker Arnold Pulinx en van Anna Van Walleghem. Zijn peter was zijn oom, priester Hendrik Ambrosius Pulinx (Brugge, 24 juli 1669 – Maldegem, 1784), pastoor in Maldegem. De familie Pulinx was afkomstig uit Sint-Truiden, maar was al sedert 1580 in Brugge gevestigd.
Pulinx huwde een eerste maal met Isabella (de) Ketele, op 2 juli 1721. Het huwelijk werd ingezegend door zijn peter. De echtgenote bracht op 13 april 1722 een doodgeboren kind ter wereld en overleed zelf op 22 april 1722, na tien maanden huwelijk.
Pulinx hertrouwde op 26 januari 1723 met Maria Joos (Brugge, 12 maart 1702 – 30 augustus 1760). Het huwelijk werd opnieuw door heeroom Pulinx ingezegend. Het echtpaar had minstens zeven kinderen:
- Hendrik Pulinx junior, architect en directeur van de (water)werken van de provincie, in het district Brugge (Brugge, 4 mei 1724 - 24 augustus 1787). Hij huwde in Brugge op 8 december 1753 met Bernardine Heye (° Gent, 1731). Ze hadden één zoon, Joseph Henri Pulinx (Brugge, 8 december 1755), die trouwde met de Gentse Marie Colette Baston.
- Joseph Arnold Pulinx (Brugge, 6 juli 1725 - 28 september 1725).
- Maria Pulinx (Brugge, 10 augustus 1726 - 5 oktober 1729).
- Alexander Pulinx (Brugge, 26 december 1727 - (waarschijnlijk) 7 mei 1728).
- Anna Pulinx (Brugge, 13 maart 1729 - 25 januari 1754).
- Johanna Pulinx (Brugge, 3 november 1730 - 2 november 1810). Op 14 februari 1751 trad zij in het huwelijk met Alexander Emmery (Brugge, 27 september 1726 - 26 december 1799), zoon van procureur Rochus Emmery en Marianne Roels. Het gezin telde minstens twaalf kinderen.
- Maria Pulinx (Brugge, 28 januari 1733 - 1 maart 1734).

## Opleiding
Pulinx kreeg bij zijn vader een opleiding als 'beeldensnijder' of beeldhouwer en was hierin zo bedreven dat hij op zijn zeventiende als meester-beeldensnijder werd erkend. Hij bleef in de Gilde van de schrijnwerkers actief, onder meer als deken, tot in 1735.
Ook in het tekenen was hij begaafd. In 1716 richtte hij op zijn achttiende een privé-tekenschool op, in het huis 'Den Grooten Vos' in de Steenstraat, het gildehuis van de corporatie van metselaars. In 1725 werd hij lid van de Confrérie van de Kunstacademie.
Zijn capaciteiten maakten dat hij in 1722 tot stadsbouwmeester of 'overziender van de werken' werd aangesteld. 
Vanaf 1735 had Pulinx ook nog een handel in wijnen en stoffen in zijn woning in de Korte Zilverstraat, genaamd 'Den Keirseboom' (thans de nummers 2 en 4). Die werd hoofdzakelijk door zijn vrouw gerund.

## Architect

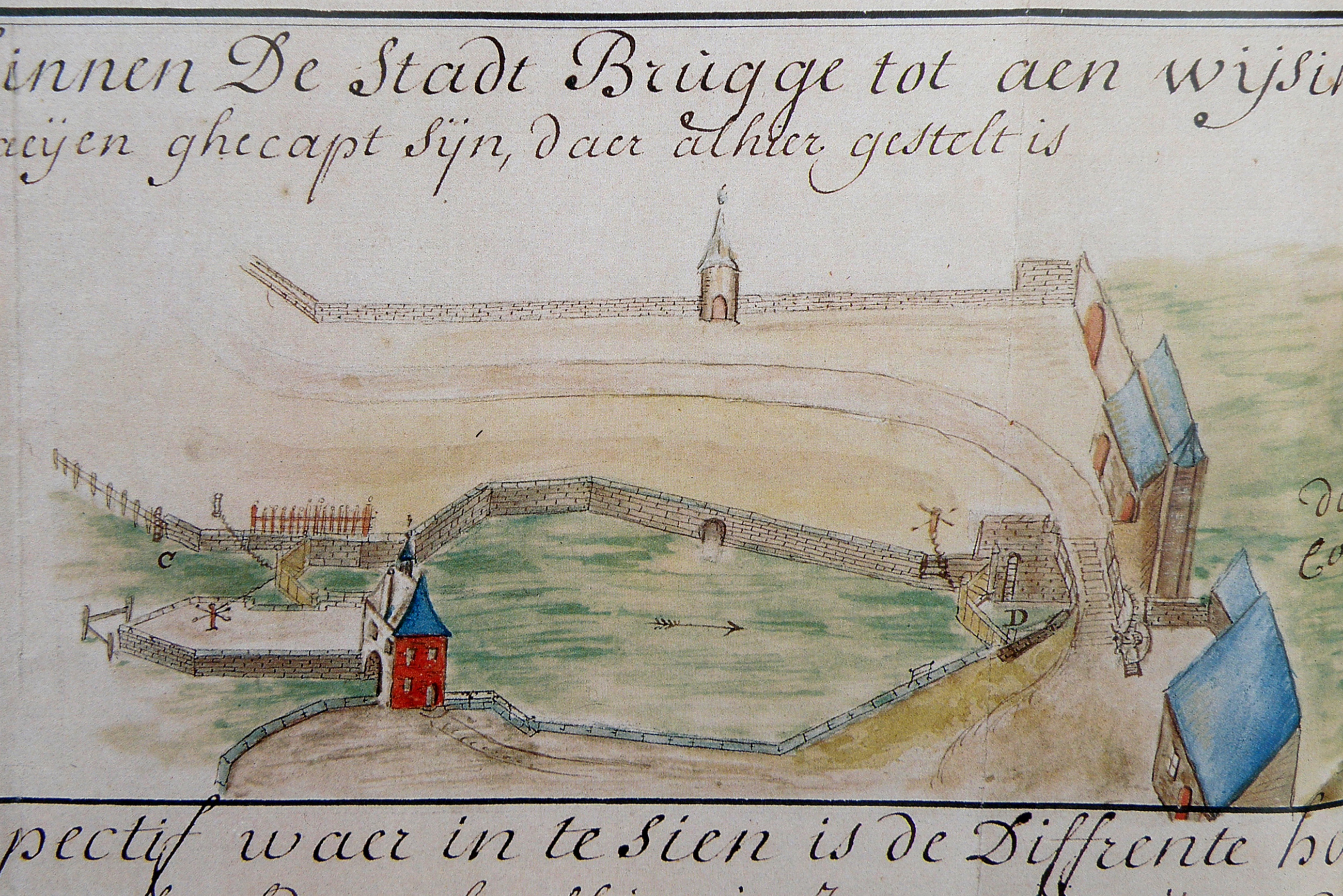
Verbinding tussen Langerei en Handelskom (Brugge) door Pulinx

Ook al had Pulinx geen formele opleiding in de architectuur genoten, werd op hem beroep gedaan voor het ontwerpen en bouwen van verschillende bouwwerken in Brugge:
- De kerk van het Engels Klooster mag als zijn voornaamste bouwwerk worden vermeld (1736-39).
- De kerk van de keersgieters in de Philipstockstraat werd grotendeels door hem herbouwd en inwendig sierlijk aangekleed (1723-24).
- Het huis 'De Keirseboom' in de Korte Zilverstraat, in sobere klassieke stijl (1735).
- Hij verbouwde in rococostijl voor de Engelse jezuïeten de gevel en het interieur van het voormalig natiehuis van de Engelsen langs de Spiegelrei.
- De brug over het Minnewater: zeven rondbogen in baksteen en blauwe hardsteen, met een ijzeren borstwering (1739-1740).

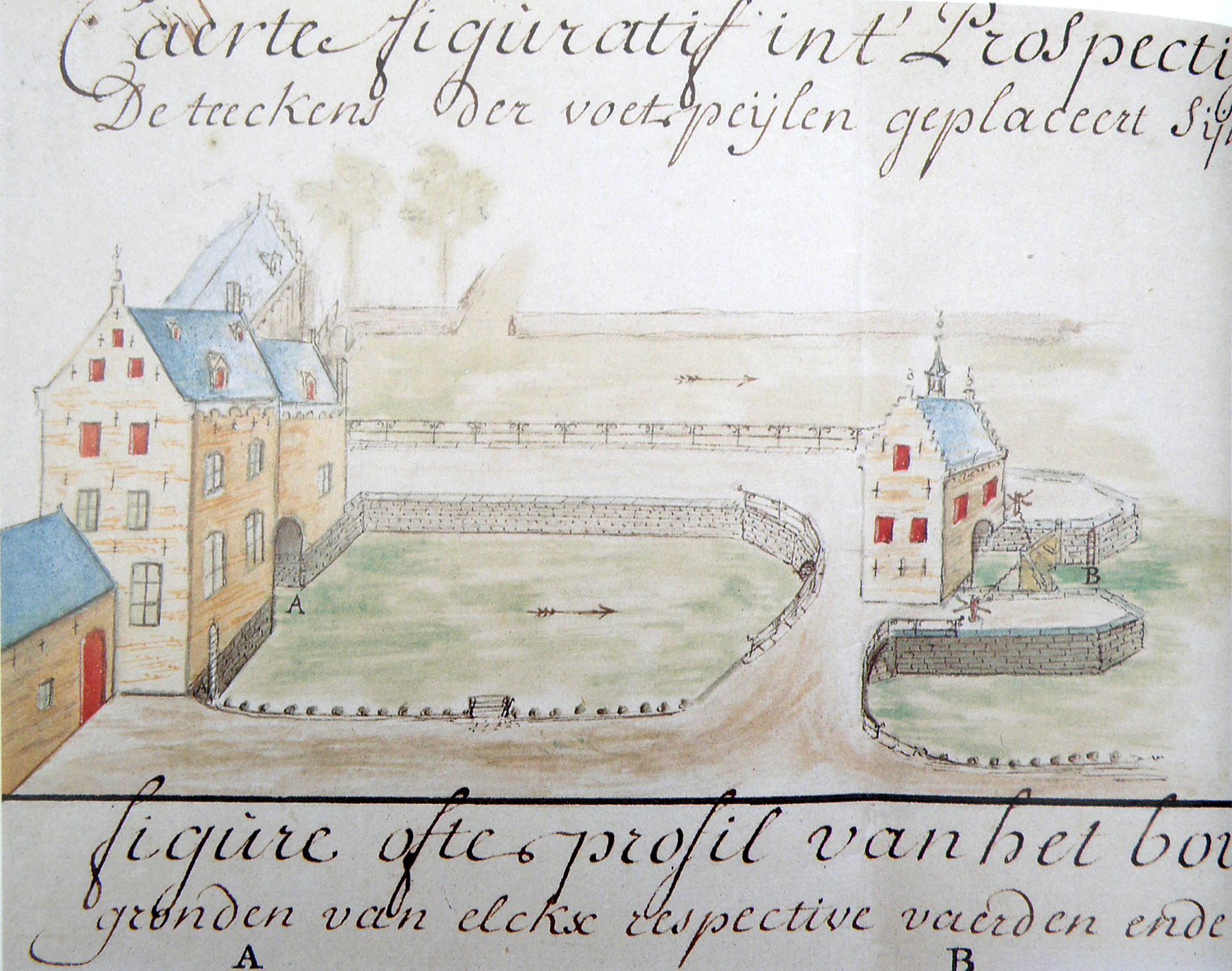
Kaart van Minnewater (Brugge) door Pulinx

Zijn tekentalent uitte zich ook in de door hem gemaakte plattegronden of 'figuratieve kaarten', onder meer:
- Den nieuwen Blankenbergschen calleseydewegh (1723).
- Kaart met het verschil in waterpeil tussen Minnewater en de vaart (1737).
- Figuratieve kaerte van Minnewater en omgeving (1738).
- Plan van de vaart naar Damme (1746).
- Plan voor nieuwe sluizen en een kom in Plassendale (uitmonding vaart van Nieuwpoort in de Oostendse vaart).

## Beeldhouwer

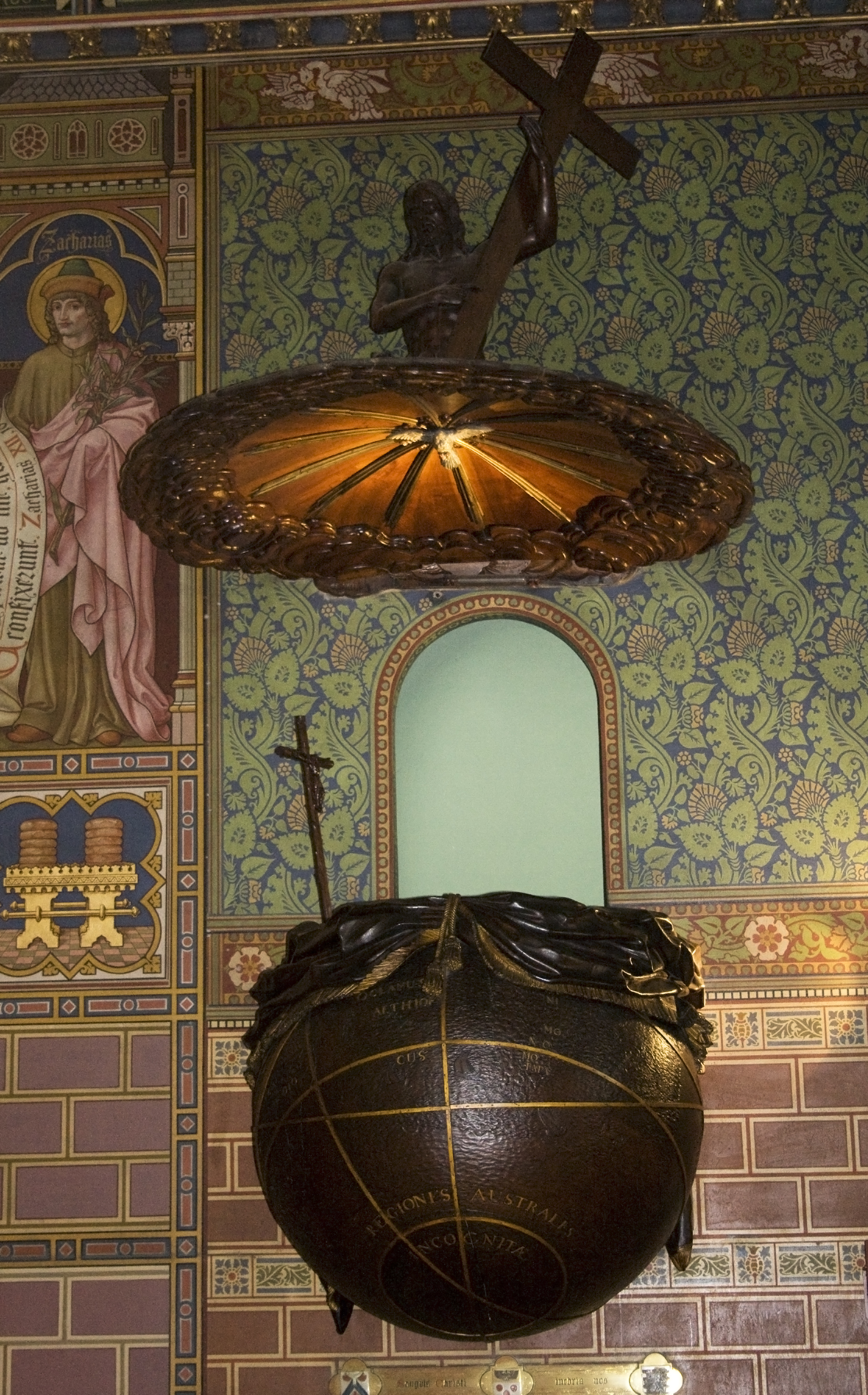
Preekstoel in de Heilig-Bloedkapel (Brugge)

Op het gebied van beeldhouwwerk in hout heeft Pulinx voornamelijk preekstoelen en kerkmeubilair gecreëerd. Enkele voorbeelden zijn:
- de preekstoel in de Onze-Lieve-Vrouw-Hemelvaartkerk (Watervliet) (1726);
- de preekstoel in de Sint-Walburgakerk in Veurne (1727);
- de preekstoel in de Heilig-Bloedkapel (1728);
- het koorgestoelte voor de Heilig Bloedkapel, waarvan thans alleen nog fragmenten in het museum van deze kapel worden bewaard.

Zijn beeldhouwwerk in marmer behelst onder meer:
- Het funerair monument voor de familie Anchemant (1741) in de kerk van de augustijnen in Brugge.
- Het funerair monument voor bisschop Hendrik Jozef van Susteren (1747), tegenwoordig in de Sint-Salvatorskathedraal.
- Het funerair monument voor bisschop Jan Baptist de Castillion (1758), tegenwoordig in de Sint-Salvatorskathedraal.
- Het altaar voor de kapel van het Brugse Vrije (1752) (tegenwoordig zijaltaar in de Heilig Bloedkapel).

Er is enige verwarring ontstaan of de grafmonumenten voor Hendrik van Susteren en voor Jan de Castillion van de hand van Hendrik Pulinx, dan wel van zijn zoon Pulinx junior waren. Dr. Luc Devliegher heeft bevestigd dat ze wel degelijk door de vader werden gemaakt. Voor wat het monument Van Susteren betreft, werd het contract hiervoor in 1745 afgesloten, toen Pulinx junior amper eenentwintig was.

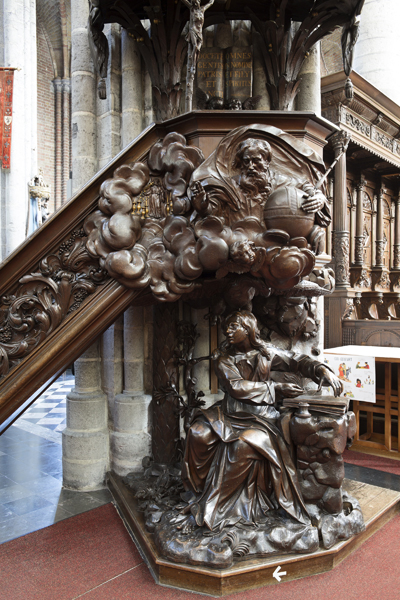
Preekstoel in de Sint-Walburgakerk (Veurne)
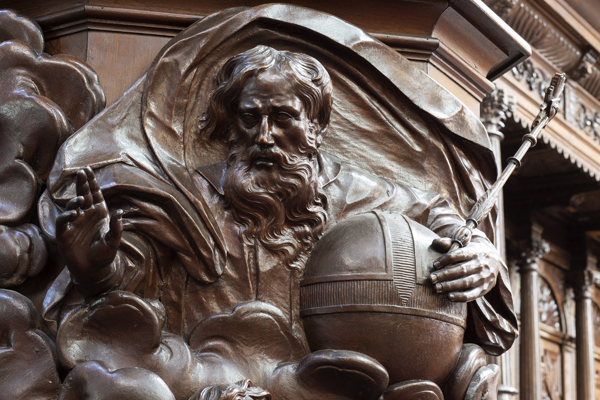
Preekstoel in Veurne (detail)
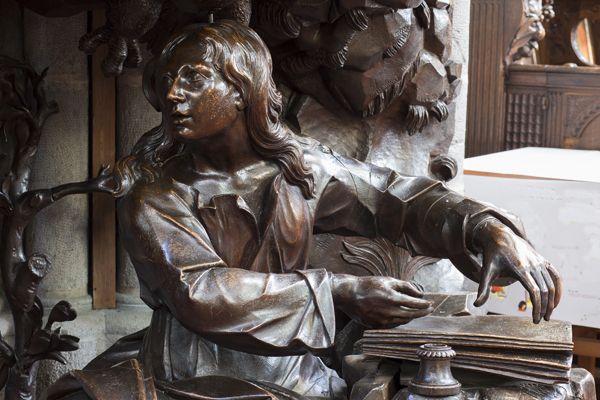
Preekstoel in Veurne (detail)
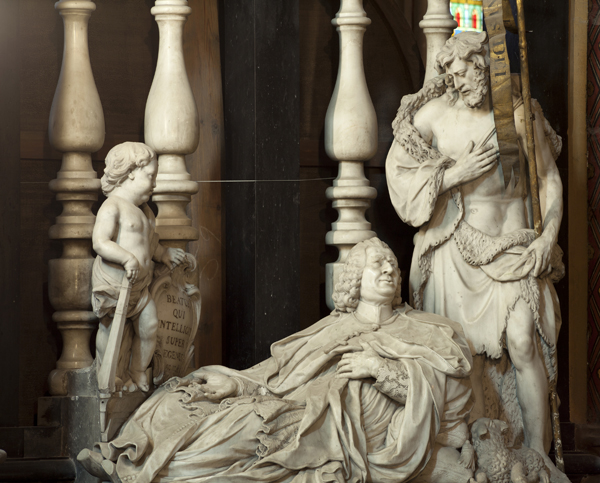
Praalgraf voor Jan Baptist de Castillion in de Salvatorskathedraal
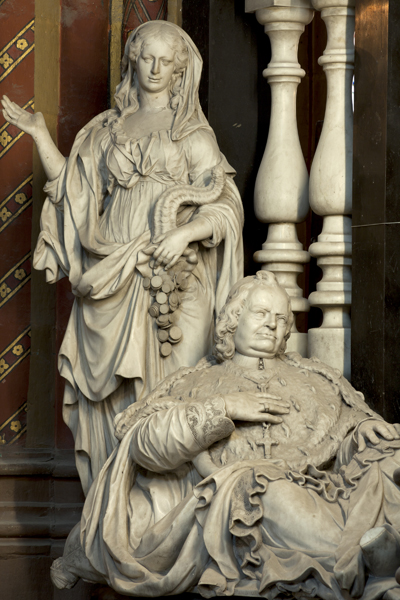
Praalgraf voor Hendrik van Susteren in Brugge

## Keramist of producent van faience
Het produceren van aardewerk, met de naam "porselein" of faience werd in de 18de eeuw zeer populair. Men wilde concurreren met de fijne artikels die vanuit China werden ingevoerd. In heel Europa kwamen fabrieken hiervoor tot stand, met als meest prestigieuze de Manufacture nationale de Sèvres, die sterk ondersteund werd door het Franse koninklijk hof. Pulinx was dus geen uitzondering om zich op deze nieuwe vorm van toegepaste kunst te werpen. Wellicht verwachtte hij hiervan een grotere en regelmatiger opbrengst dan van de opdrachten voor grote kunstwerken, die toch onvermijdelijk eerder zeldzaam waren. Door Pulinx werden ook schouwen in aardewerk geproduceerd en verder kleurrijk vaatwerk en kunstvoorwerpen.
Op 26 juni 1750 verkreeg Pulinx een octrooi voor de oprichting van een fabriek van artikelen in faience. Hij baatte deze fabriek als een eenmanszaak uit tot in 1754 en vervolgens, tot in 1763, in associatie met zijn zoon en zijn schoonzoon. Hij kreeg voor zijn fabricatie gebouwen en een terrein ter beschikking vanwege de stad Brugge, die gelegen waren naast het Minnewater. 
De fabriek van Pulinx nam nooit een zeer grote vlucht. De financiële toestand was vaak moeilijk en in 1763 beslisten de medevennoten, tegen de zin van Pulinx, de zaak te verkopen aan Pieter de Brauwer. Het gevolg was een hoogoplopende twist tussen Hendrik Pulinx en zijn zoon en schoonzoon, Pulinx junior en Emmery.

## Levenseinde
In de hevige ruzie die ontstond, werd Pulinx door niemand ondersteund. Zelfs het stadsbestuur nam een negatieve houding aan tegenover zijn directeur van openbare werken en trok partij voor Hendrik Pulinx junior, die bouwmeester en controleur van de werken in West-Vlaanderen voor rekening van de Staten van Vlaanderen was geworden. De volledige oplage van de brochure die Pulinx uitgaf met omstandige beschrijving van de grieven die hij koesterde tegen zijn zoon, zijn schoonzoon en anderen, werd op last van het stadsbestuur (op één exemplaar na) vernietigd.
Zijn zoon lokte een beslissing uit waarbij de onvermogend geworden Pulinx ook onbekwaam en geestesziek werd verklaard en opgesloten in de psychiatrische inrichting van de broeders alexianen. Hij werd er dankzij de financiële steun van zijn zoon gedurende nog vele jaren in behoorlijke omstandigheden verzorgd. Na zijn dood werd hij begraven in een familiegraf binnen de Onze-Lieve-Vrouwekerk. 